# Internationaux de Strasbourg 2021
Internationaux de Strasbourg 2021 byl tenisový turnaj pořádaný jako součást ženského okruhu WTA Tour, který se odehrával na otevřených antukových dvorcích městského areálu Tennis Club de Strasbourg. Probíhal mezi 23. až 29. květnem 2021 ve francouzském Štrasburku jako třicátý pátý ročník turnaje. Představoval poslední přípravu před pařížským grandslamem Roland Garros.
Turnaj s rozpočtem 189 708 dolarů patřil do kategorie WTA 250. Nejvýše nasazenou singlistkou se stala světová sedmička Bianca Andreescuová z Kanady, která před čtvrtfinále odstoupila pro poranění břišního svalstva. Jako poslední přímá účastnice do dvouhry nastoupila 102. hráčka žebříčku, Američanka Venus Williamsová.
Premiérový singlový titul na okruhu WTA Tour získala 25letá Češka Barbora Krejčíková a posunula se na nové kariérní maximum, 33. místo žebříčku. Deblovou soutěž ovládl chilsko-americký pár Alexa Guarachiová a Desirae Krawczyková, jehož členky si připsaly čtvrtou společnou trofej.

## Rozdělení bodů a finančních odměn

### Distribuce bodů
| Soutěž  | vítězky | finalistky | semifinalistky | čtvrtfinalistky | 16 v kole | 32 v kole | Q  | Q2 | Q1 |
| ------- | ------- | ---------- | -------------- | --------------- | --------- | --------- | -- | -- | -- |
| dvouhra | 280     | 180        | 110            | 60              | 30        | 1         | 18 | 12 | 1  |
| čtyřhra | 280     | 180        | 110            | 60              | 1         | —         | —  | —  | —  |

### Rozdělení odměny
| Soutěž                                | vítězové | finalisté | semifinalisté | čtvrtfinalisté | 16 v kole | 32 v kole | Q2  | Q1      |
| ------------------------------------- | -------- | --------- | ------------- | -------------- | --------- | --------- | --- | ------- |
| dvouhra žen                           | 23 548 € | 13 224 €  | 8 145 €       | 4 677 €        | 3 653 €   | 3 065 €   | 0 € | 1 955 € |
| čtyřhra žen                           | 8 306 €  | 4 838 €   | 3 064 €       | 1 854 €        | 1 412 €   | —         | —   | —       |
| částka ve čtyřhrách je uvedena na pár |          |           |               |                |           |           |     |         |

## Ženská dvouhra

### Nasazení
| Stát                           | Hráčka                   | WTA | Nasazení |
| ------------------------------ | ------------------------ | --- | -------- |
| Kanada                         | Bianca Andreescuová      | 7.  | 1.       |
| USA                            | Jessica Pegulaová        | 28. | 2.       |
| Rusko                          | Jekatěrina Alexandrovová | 34. | 3.       |
| Kazachstán                     | Julia Putincevová        | 35. | 4.       |
| Česko                          | Barbora Krejčíková       | 38. | 5.       |
| Čína                           | Čang Šuaj                | 43. | 6.       |
| USA                            | Shelby Rogersová         | 45. | 7.       |
| Polsko                         | Magda Linetteová         | 47. | 8.       |
| Žebříček WTA k 17. květnu 2021 |                          |     |          |

### Jiné formy účasti
Následující hráčky obdržely divokou kartu do hlavní soutěže:
- Clara Burelová
- Harmony Tanová

Následující hráčky postoupily z kvalifikace:
- Océane Dodinová
- Julija Hatouková
- Andrea Lázarová Garcíová
- Jule Niemeierová
- Diane Parryová
- Maryna Zanevská

### Odhlášení
před zahájením turnaje
- Danielle Collinsová → nahradila ji  Sorana Cîrsteaová
- Coco Gauffová → nahradila ji  Misaki Doiová
- Veronika Kuděrmetovová → nahradila ji  Caroline Garciaová
- Světlana Kuzněcovová → nahradila ji  Alison Van Uytvancková
- Anastasija Pavljučenkovová → nahradila ji  Nao Hibinová
- Nadia Podoroská → nahradila ji  Christina McHaleová
- Alison Riskeová → nahradila ji  Lauren Davisová
- Jelena Rybakinová → nahradila ji  Zarina Dijasová
- Sara Sorribesová Tormová → nahradila ji  Rebecca Petersonová
- Donna Vekićová → nahradila ji  Anna Blinkovová
- Markéta Vondroušová → nahradila ji  Alizé Cornetová
- Wang Čchiang → nahradila ji  Varvara Gračovová

v průběhu turnaje
- Bianca Andreescuová (poranění břišního svalstva)

### Skrečování
- Alizé Cornetová
- Océane Dodinová
- Harmony Tanová
- Jil Teichmannová

## Ženská čtyřhra

### Nasazení
| Stát                                                                       | Hráčka            | Stát             | Hráčka              | WTA | Nasazení |
| -------------------------------------------------------------------------- | ----------------- | ---------------- | ------------------- | --- | -------- |
| Chile                                                                      | Alexa Guarachiová | USA              | Desirae Krawczyková | 32. | 1.       |
| Čínská Tchaj-pej                                                           | Čan Chao-čching   | Čínská Tchaj-pej | Latisha Chan        | 42. | 2.       |
| USA                                                                        | Hayley Carterová  | Brazílie         | Luisa Stefaniová    | 51. | 3.       |
| Čína                                                                       | Sü I-fan          | Čína             | Čang Šuaj           | 54. | 4.       |
| Žebříček WTA k 17. květnu 2021; číslo je součtem umístění obou členek páru |                   |                  |                     |     |          |

### Jiné formy účasti
Následující pár obdržel divokou kartu:
- Clara Burelová /  Diane Parryová
- Estelle Cascinová /  Jessika Ponchetová

Následující pár nastoupil do hlavní soutěže pod žebříčkovou ochranou:
- Alexandra Panovová /  Julia Wachaczyková

### Odhlášení
před zahájením turnaje
- Šúko Aojamová /  Ena Šibaharaová → nahradily je  Miju Katová /  Renata Voráčová
- Anna Blinkovová /  Ljudmyla Kičenoková → nahradily je  Anna Blinkovová /  Christina McHaleová
- Nadija Kičenoková /  Ioana Raluca Olaruová → nahradily je  Jekatěrina Alexandrovová /  Jana Sizikovová
- Alla Kudrjavcevová /  Alexandra Panovová → nahradily je  Alexandra Panovová /  Julia Wachaczyková
- Nicole Melicharová-Martinezová /  Demi Schuursová → nahradily je  Vivian Heisenová / Nicole Melicharová-Martinezová

## Přehled finále

### Ženská dvouhra
- Barbora Krejčíková vs.  Sorana Cîrsteaová, 6–3, 6–3

### Ženská čtyřhra
- Alexa Guarachiová /  Desirae Krawczyková vs.  Makoto Ninomijová /  Jang Čao-süan, 6–2, 6–3